# 嘉義置州同盟會
嘉義置州同盟會是台灣日治時代曾短暫存在的推動設置嘉義州的組織。

## 由來
大正9年（1920年）7月18日《台灣日日新報》漢文版記載
，「初計畫六州，迄擬廢嘉義。而合於台南州，以為五州。」
大正9年（1920年）地方行政區劃改革原案中曾計畫於台中州與台南州之間設立一州，轄域約為日後台南州嘉義、東石、斗六、虎尾、北港、新營等郡，但最後並未設立。

## 置州運動
台灣總督府最後公佈的行政區劃改革案確定將嘉義併於台南州，引發嘉義當地士紳組成「嘉義置州同盟會」，推動置州運動。當時同盟會除舉辦演講也請託全台各地士紳、實業家向總督府請願。此運動也引發店仔口（今白河，併入新營郡）、土庫（併入虎尾郡）、二林（併入北斗郡）等地居民，要求獨立設郡。
惟事已定案，最後「嘉義置州同盟會」宣布解散，持續月餘的置州運動也宣告結束。之後轉成為推動地方建設、乃至爭取市制，最終於1930年成功使得嘉義街升格為嘉義市。